# دره‌قبله
درهقبله(به کردی: دەرەقووڵە، Dereqûlle) روستایی از توابع بخش زیویه در شهرستان سقز است که در استان کردستان ایران قرار دارد.

## جمعیت
این روستا در دهستان خورخوره واقع شده و براساس سرشماری سال ۱۳۸۵، جمعیت آن ۳۲۹ نفر (۶۷ خانوار) بوده‌است.